# 郭乾
郭（1511年—1581年），字易甫，一字仲復，号一泉，直隸河間府任丘縣（今河北省任丘市）人，明朝政治人物。嘉靖戊戌进士。隆慶間累官至兵部尚書。

## 生平
嘉靖十三年（1534年）甲午科順天鄉試第九十五名舉人。嘉靖十七年（1538年）中式戊戌科進士。授兵部主事，历升员外郎、郎中，出为河南卫辉府知府，三十年升山西副使，兵备潞安。转浙江右参政，迁浙江按察使，三十六年三月升江西右布政使，轉陕西左布政使。嘉靖三十八年（1559年）四月，擢都察院右副都御史，巡抚陕西。嘉靖四十二年（1563年）三月，加兵部右侍郎，四月，以都察院右都御史兼兵部右侍郎，总督陕西三边军务。嘉靖四十五年（1566年）四月，进南京兵部尚书，改南京户部尚书。
隆庆元年（1567年）四月，入京为兵部尚书，加太子少保。俺答封贡议起，宣大总督王崇古、首辅高拱、副辅张居正等皆力主通贡互市，郭乾意见相悖，鬱鬱而病。隆庆五年（1571年）三月十六日致仕。万历九年（1581年）卒。

## 家族
曾祖郭欽，縣主簿；祖父郭源；父郭勝，母張氏；前母郝氏。慈侍下。兄郭節。